# Tine Lindhardt

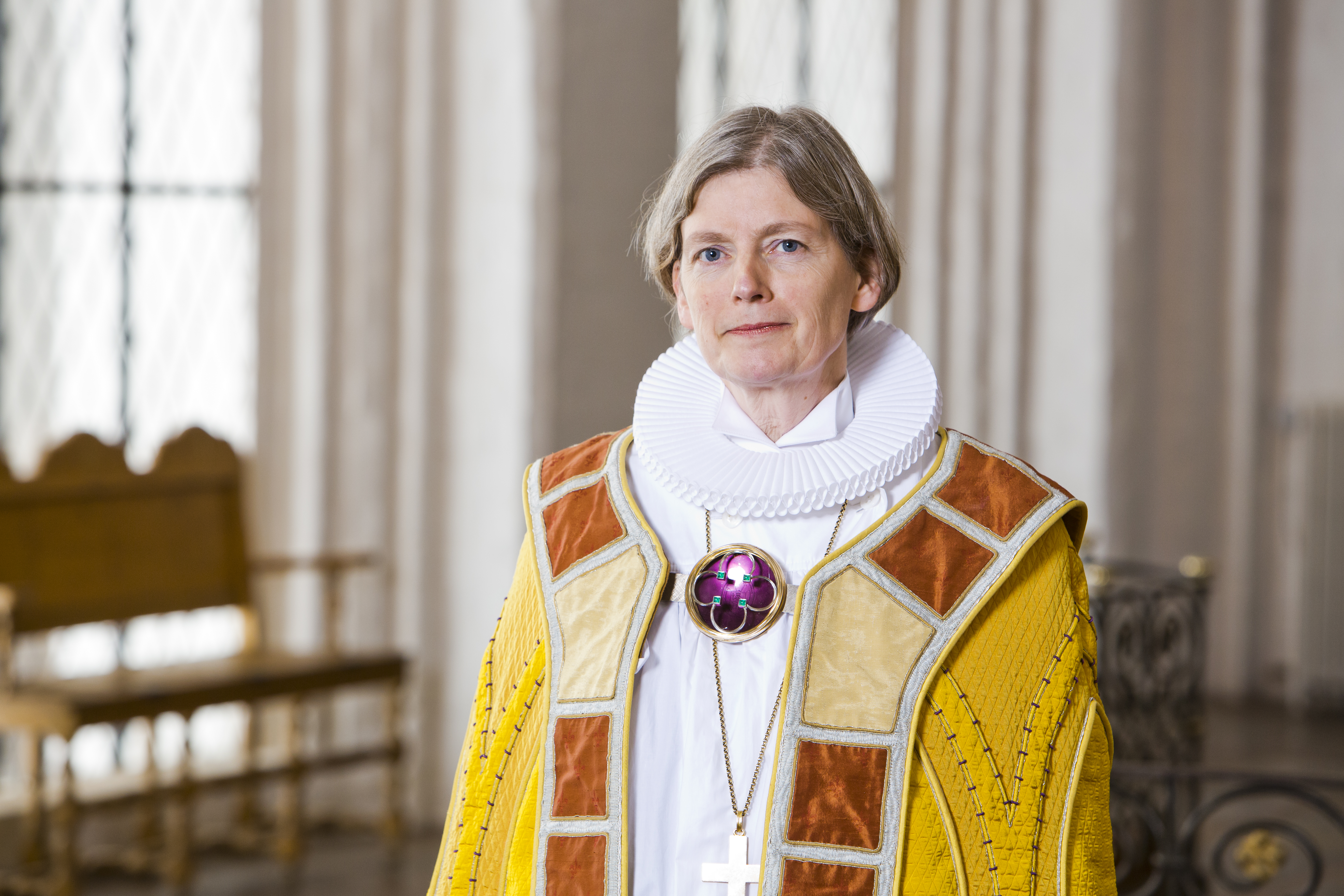
Tine Lindhardt

Tine Lindhardt (* 16. November 1957 in Nørresundby) ist eine dänische lutherische Geistliche. Von 2012 bis 2023 war sie Bischöfin des Bistums Fünen in der Dänischen Volkskirche.

## Leben
Lindhardt studierte Evangelische Theologie und legte 1984 das Kandidatenexamen an der Universität Aarhus ab. Nach ihrer Ordination 1985 versah sie verschiedene Gemeindepfarrstellen und war ab 1998 zuständig für die Sendung Mennesker og tro in Danmarks Radio. Von 2003 bis 2010 war sie Generalsekretärin der Dänischen Bibelgesellschaft und in dieser Funktion verantwortlich für die Bibelübersetzung Den Nye Aftale. Anschließend wurde sie Gemeindepfarrerin in Odense. Nebenberuflich unterrichtete sie Altes Testament an der Universität Aarhus.
2012 wurde Lindhardt als Nachfolgerin von Kresten Drejergaard zur Bischöfin des Bistums Fünen gewählt. Zum 31. Januar 2023 trat sie in den Ruhestand; ihr Nachfolger wurde Mads Davidsen.
Sie war bis zu dessen Tod mit dem dänischen lutherischen Theologen Jan Holger Lindhardt verheiratet und hat mit ihm zwei Kinder.

## Schriften (Auswahl)
- Guds historie – historien om Gud. Temaer fra Første Mosebog. Unitas 1993.
- Fra askedynge til mødet med Gud. læsninger i Jobs bog. Unitas 1999.
- als Hrsg.: Det tror vi på. 20 danskere om tro, værdier og livsgrundlag. En antologi. Sesam 2001.
- als Hrsg.: Store ord i nyt format. Unitas 2002.